# Municipio de Glade
El municipio de Glade (en inglés: Glade Township) es un municipio ubicado en el condado de Warren en el estado estadounidense de Pensilvania. En el año 2000 tenía una población de 2,319 habitantes y una densidad poblacional de 25 personas por km².

## Geografía
El municipio de Glade se encuentra ubicado en las coordenadas 41°53′00″N 78°58′59″O / 41.88333, -78.98306.

## Demografía
Según la Oficina del Censo en 2000 los ingresos medios por hogar en la localidad eran de $40,938 y los ingresos medios por familia eran $55,667. Los hombres tenían unos ingresos medios de $38,472 frente a los $26,538 para las mujeres. La renta per cápita para la localidad era de $24,839. Alrededor del 3,8% de la población estaban por debajo del umbral de pobreza.